# سارة جونز
سارة جونز (بالإنجليزية: Sarah Jones)‏ (ولدت في 29 نوفمبر 1973) هي كاتبة مسرحية وممثلة وشاعرة أمريكية حاصلة على جائزة توني للتميز في مجال المسرح. لقبت من صحيفة نيويورك تايمز برائدة هذا المجال، وقامت بكتابة وتمثيل أربع شخصيات مختلفة في عروض فردية منها مسرحية "جسر ونفق" والتي قدمت على مسرح " Off-Broadway "  (مسرح في مدينة نيويورك يتراوح عدد الكراسي فيه ما بين 100 - 499 كرسي) وقامت الممثلة الحاصلة على الأوسكار ميريل ستريب في عام 2004 بتقديم المسرحية. وتم عرضها أيضا في عام 2006 حيث حصلت على جائزة توني.

## السيرة الذاتية
ولدت سارة جونز في مدينة بالتيمور بمقاطعه ماريلاند لأب من أصل أفريقي وأم من اصل أمريكي-أوروبي وكاريبي، وكونت شخصيتها من خلفيتها متعددة الثقافات وتربيتها في بوسطن، واشنطن العاصمة، كوينز، نيويورك وقامت مجلة النيويوركر بكتابه مقال عنها وعن مسرحيه "جسر ونفق" في 8 مارس 2004 ". 

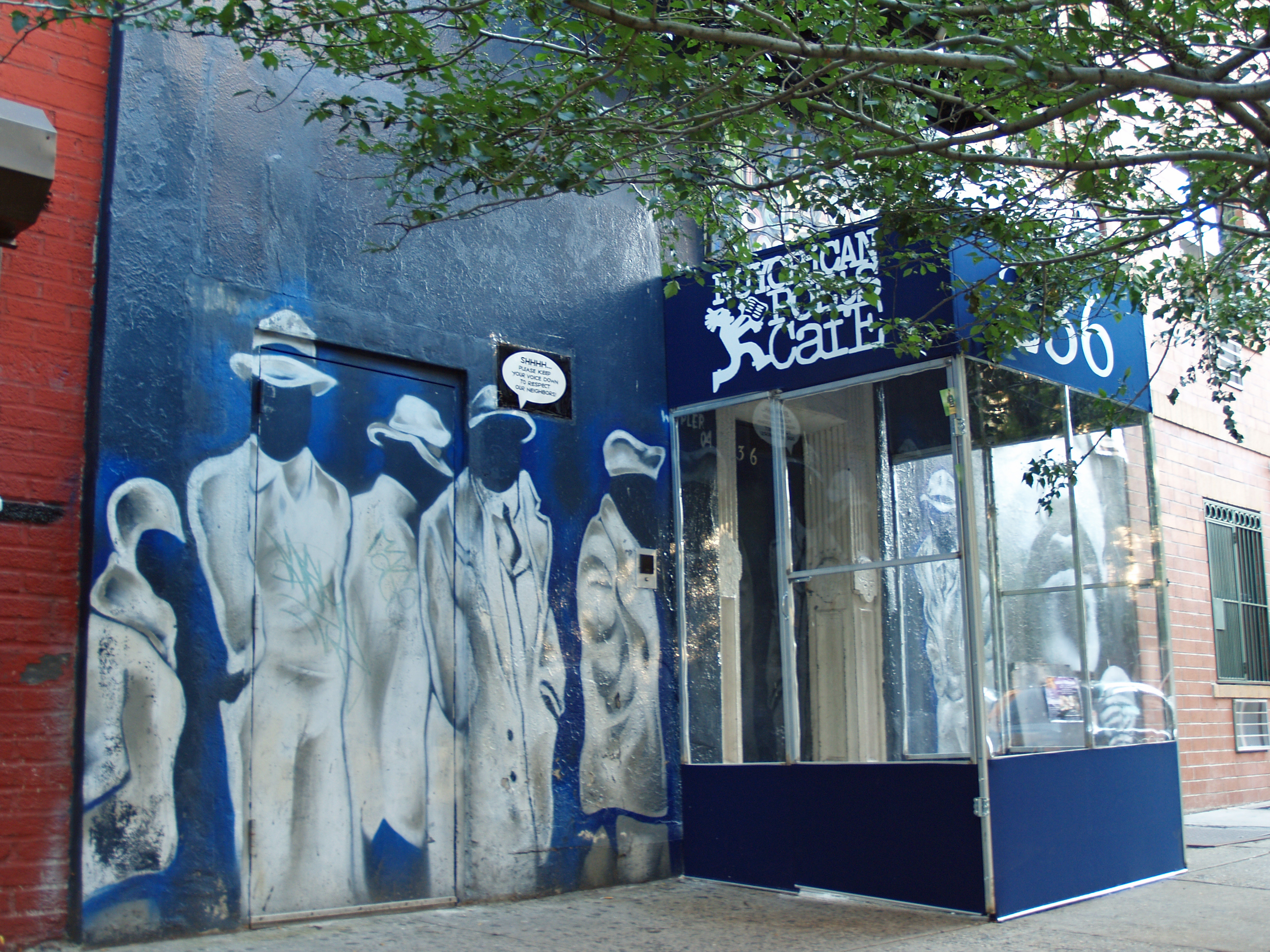
ملتقي الشعراء نيوراكن في مدينه ألفابيت بمنهاتن

تعلمت جونز في مدرسة الأمم المتحدة الدولية وإستطاعت دخول كلية برين ماور وخططت لتكون محاميه ولكنها غادرت الكلية مبكرا ووجدت ضالتها في ملتقى الشعراء نيوراكن في منهاتن حيث بدأت في دخول العديد من مسابقات الشعر، وبدأت بأول عرض مسرحي فردي لها في عام 1998 ونالت إعجاب الصحفية والناشطة السياسية والإجتماعية وأيقونه النسوية (فيمنست) غلوريا ستاينم ومنظمة حقوق الإنسان ومنظمة المساواة الآن وكلفت جونز من قبل المنظمة بكتابه وتمثيل مسرحية جديدة بعنوان «النساء، لن تنتظر» لمواجهه القوانين التمييزية ضد المرأة.
وأتى التكليف الثاني لها من المنتدى الوطني للهجرة لنشر قضية حقوق المهاجرين فقامت بكتابه وتمثيل عرض مسرحي بعنوان «عيش الحلم الأمريكي» والذي يعتبر نواه مسرحية جسر ونفق

## وصلات خارجية
- سارة جونز على موقع IMDb (الإنجليزية)
- سارة جونز على موقع ميوزك برينز (الإنجليزية)
- سارة جونز على موقع قاعدة بيانات برودواي على الإنترنت (الإنجليزية)
- سارة جونز على موقع ديسكوغز (الإنجليزية)
- سارة جونز على موقع قاعدة بيانات الفيلم (الإنجليزية)

- الموقع الرسمي